# 청송중학교
청송중학교(靑松中學校)는 대한민국 경상북도 청송군 청송읍 금곡리에 있는 공립 중학교이다.

## 학교 연혁
- 1948년 9월 20일 : 청송 공립농림중학교 개교 (6학급)
- 1951년 3월 1일 : 청송중학교 개칭
- 1954년 6월 5일 : 청송고등학교 개교 (6학급)
- 1986년 9월 5일 : 본관교사 27교실 완공
- 1996년 10월 5일 : 체육관 준공
- 2004년 12월 23일 : 도서관 신축
- 2009년 9월 25일 : 기숙형 공립고 기숙사 완공
- 2013년 3월 1일 : 부남중학교와 통폐합
- 2016년 5월 30일 : 체육관 리모델링 완공
- 2018년 2월 23일 : 도서관 현대화 사업 완공
- 2018년 2월 23일 : 과학실 현대화 사업 완공
- 2020년 3월 3일 : 교육부지정 소프트웨어(SW)교육 선도학교 운영(2020)
- 2021년 3월 3일 : 교육부지정 A·I 교육 선도학교 운영(2021)
- 2022년 3월 1일 : 2022-2023년 도지정 AI(인공지능) 연구학교 운영
- 2024년 1월 5일 : 중학교 제74회 20명(총 7,609명) 졸업
- 2024년 1월 5일 : 고등학교 제65회 18명(총 3,403명) 졸업
- 2024년 3월 1일 : 제40대 최돈필 교장 취임
- 2024년 3월 4일 : 2024학년도 입학식(중학교 21명)
- 2024년 3월 4일 : 2024학년도 입학식(고등학교 12명)

## 참고 자료
- 청송중학교 - 한국교육학술정보원 학교알리미